# 安雅·森斯特沃尔
安雅·森斯特沃尔（挪威語：Anja Sønstevold；1992年6月21日—），挪威女子职业足球运动员，司职后卫或中场，目前效力于羅馬女子體育俱樂部和挪威国家女子足球队。她曾代表挪威参加2022年欧洲女子足球锦标赛和2023年国际足联女子世界杯等多场国际赛事。